# 大漢和辞典
『大漢和辞典』（だいかんわじてん、旧字体：大漢󠄁和辭典）は、大修館書店で出版されている漢和辞典の最高峰。鈴木一平の発案で諸橋轍次を代表として編纂された。諸橋大漢和とも称される。完成までに数十年に及ぶ歳月を経ている（鈴木が依頼した1925年から初版刊行の1960年まで35年、諸橋が遺嘱した補巻刊行の2000年まで75年）。

## 紹介
大修館公式サイトでは『親文字5万余字、熟語53万余語を収録した世界最大の漢和辞典』と紹介されており、詩経・論語・孟子・老子・荘子など古今の書物から収集した熟語のほか、1万字程度の篆書、親文字および収録語彙の索引を有する。全15巻構成となっており、辞書本文を収録した第1〜12巻、親字索引（第13巻）、語彙索引（第14巻）、さらに追加の語彙と文字を収録した補巻（第15巻）が刊行されている。1984年の修訂版刊行の際には中国政府から500セットの一括発注を受けるなど、東アジア圏における近代以後の代表的な字典・辞書の一つに挙げられる。

## 構成と出典
大漢和辞典が生まれる以前の字書は、康熙字典のように文字だけを解説したものが主流であり、2文字以上の単語を解説したものは珍しかった。「辞源」のように単語の解説があるものでも、出典が簡素でわかりにくかった。諸橋は1917年からの中国留学での経験から、漢字と単語を網羅し、かつ単語の出典が正確な辞書の必要性を痛感しており、そのため大漢和辞典でも徹底的な語彙の収集と出典の明確化が基本方針として立てられた。

### 親字
親字は、主に康熙字典・中華大字典・説文解字注・説文通訓定声・宋元以来俗字譜等から収集し、康熙字典の順番に配列した。そのため「さんずい」や「草冠」のような親字が多い部首の漢字を探しにくいという問題や、漢字によっては部首がわかりにくいという問題も、康熙字典から引き継ぐことになった。この問題に対処するため、利用者が効率よく検字できるように索引巻（第13巻）も提供されている。
親字の音・反切には広韻ではなく集韻を採用している。音訓は歴史的仮名遣で記し、常用字には現代中国語の音が注音符号・ウェード式で表記されている。また親字の字源説および篆書体は主に説文解字を引用している。
大漢和辞典の編纂には甲骨文字学や音韻学の専門家が参与しておらず、そのため漢字の韻や字源の説明に古いところが見られる（たとえば「東」の文字は、甲骨文字学により20世紀初頭以降「ふくろ」を表す象形文字との考えが主流だが、大漢和辞典では説文から「木の中に日がある」と字源を説明している）。大漢和辞典の親字の説明は、ほぼ全面的に過去の文献の引用とその日本語による要約に終始している。後述するように、大漢和辞典において諸橋が自身の言葉で執筆している箇所はほぼないと考えられている。

### 親字の出典
以下に本文中の親字の説明に示された主な親字の出典を挙げる。他字書からの孫引きの可能性がある出典もある。
爾雅・方言・広雅・説文解字注・説文長箋・釈名・経典釈文・一切経音義・干禄字書・余文・玉篇・川篇・類篇・海篇・篇海類編・篇海・篇海大成・奚韻・篇韻・広韻・集韻・五音集韻・五音篇海・龍龕手鑑・捜真玉鏡・本草綱目・通志・通志略・六書略・詩経・字彙・字彙補・正字通・康熙字典・宋元以来俗字譜・中華大字典・辞海・新撰字鏡・和名類聚抄・類聚名義抄・節用集・異体字弁・和漢三才図会・和字正俗通

### 語彙
語彙は佩文韻府・駢字類編から主に収集し、さらに四書五経・周礼・儀礼・春秋左氏伝・史記・漢書・後漢書・三国志などの唐本、管子・荀子・韓非子などの諸子、文選・楚辞・晋唐小説・水滸伝・紅楼夢・元曲などの戯曲、また漢籍解題・中国人名大辞典・中国古今地名大辞典・読史方輿紀要・典海・事物異名録・海録砕事・淵鑑類函・古今図書集成・本草綱目・明律・大清会典・仏教大辞典・三才図会・新撰支那時文辞典などの辞書類からも収集・引用した。またこれらの文献の図版・図録も積極的に引用した。その結果、語彙数は最終的に53万、図版数は2,800に達している。
語彙は50音順で並べられているものの、和語・漢文については歴史的仮名遣で、現代中国語についてはピンインのカタカナ読みで混ぜて並べられており、たとえば現代仮名遣いで「ヨウ」の項目が大漢和辞典では「エウ」にある場合があるなど、歴史的仮名遣を知らないと引きにくい側面がある。

### 索引
第13巻は索引巻であり、総画索引・字音索引・字訓索引・四角号碼索引、そして補遺として大漢和番号48903〜49964の漢字が掲載されている。字音・字訓は歴史的仮名遣で並べられている。
しかし大漢和辞典の特徴である膨大な語彙は13巻の内容ではすぐに検索できなかった。そのため修訂第二版では、大漢和辞典の過半の語彙を現代仮名遣いで検索できる「語彙索引」（第14巻）が追加され、利便性が大幅に向上した。

### 補巻（15巻）
2000年には新たに804漢字と3万3千余の語彙を収集した「補巻」が提供された。しかしこれらの漢字や語彙は、単巻での索引しか提供されておらず、本体と一体で検索することはできない。補巻では石井明朝体は使われておらず、また時代の変遷に伴い、追加語彙の親字も大漢和辞典本巻とは異なる異体字が使われている場合がある（大漢和辞典では「眾」に語彙が集められていたが、補巻では異体字の「衆」に語彙が集められているなど）。また、大漢和辞典本巻が歴史的仮名遣い・文語文を用いているのに対し、補巻は現代仮名遣い・口語文を用いている。

## 経緯
本書の構想自体は、大修館の創業者鈴木一平より発案されたという。『従来の倍以上の大規模な漢和辞典』（当初構想では1-2巻本）の構想を思いついた鈴木は、1925年頃に漢字研究で知られた諸橋に打診した。当時諸橋が教鞭をとっていた大東文化学院は、学内紛争のため百人近い学生が退学を余儀なくされており、諸橋は彼らのうち幾人かの就職先が見つかるまでの仮の仕事を与えることを目的に、漢和辞典の編纂を承諾した。諸橋による予備調査の結果、当初の予想をさらに遥かに超えた大著となることが判明。あまりに膨大な量であることから躊躇もあったが、鈴木と諸橋は協議の結果、刊行作業の続行に踏み切る。大修館にはこの本のための専用組版所が設けられた。
なお、索引巻の「編集後記」には作業内容が第一工程 - 第四工程、戦後の新第一工程 - 第三工程にまとめられている。以下ではその区分にしたがって、経緯を簡単に記す。

### 第一次工程
1927年6月 - 諸橋と大修館との間で出版契約が成立。この頃から、諸橋の雑司ヶ谷の自宅の応接間が編集室となり、諸橋の教え子や関係者たちが四書五経やその他著名な中国の古典、その他にも天文・医薬・動植物・法律・芸術などのあらゆる分野の文献から、語彙を収集する作業を始めた。当初は、来客時にそなえて編纂者たちは帰宅するときに作業書類は廊下に片づけていたという（後に諸橋が近所の2階建ての一軒家を借りてそこに編集室を移動）。収集した語彙はカードで整理され、まとまった順番から「原本」と呼ばれた素原稿に貼り込まれていった。
1929年頃から、「原本」貼込み作業と並行して、貼込み作業の終わった「原本」の最初の方を加筆・修正する作業が始まる。
1930年頃には、「原本」の貼込み作業は大方できあがり、加筆・修正して完成した分からそれを「原稿」へと清書する作業が始まる。「原本」から「原稿」への清書過程では、「原本」作成中に刊行・入手した辞書類からの語彙や、後から気付いた語彙が追加された。また、作成された「原稿」にも随時語彙が追加されていった。語彙は、現代中国語や和語でない限りは、必ず出典が明らかなもののみを採録することとしたため、辞典などから収集した語彙の出典探しも負担の大きい作業となった。この頃から、漢和辞典の規模が当初の構想に比べて飛躍的に大規模なものとなることが判明してくる。

### 第二次工程
1932年4月 - 清書・加筆された「原稿」から出版に向けた「最終原稿」の作成が開始される。この頃より原田種成が辞書編纂に加わった。原田によれば、遅くともこの時点以降に諸橋が編纂に関わることはほとんどなく、辞典本文を一字も書いておらず校正刷りも見ていない。諸橋は、場所を用意したり、人を頼んだり、資金を調達したりといったプロデューサーとしての役割を果たしたのみである。
1933年 - 神田区錦町3丁目に、大漢和辞典専用の特設組版所を新設。
1934年4月 - この時点において、「最終原稿」の進捗率は全体の3分の1程度しか進まず、1935年3月までの1年間で残りの3分の2を完成させることとなった。7月、最終原稿からの組版作業を開始。
1935年3月31日 - 期日までに原稿が全て完成。しかし実際には一部（12巻904ページ以降）は完全にはできておらず、これらは4月中に遅れて完成した。
1935年3月 - 杉並区の天沼に一軒家を借り、そこを編纂室とする。諸橋はその家を「遠人村舎」と名付けたが、諸橋自身は編纂中はこの家を一度も訪ねたことはなかったという。ここでは専ら、校正刷の修正作業が行われたが、再校で補入された分量は原文の5割にも達した。
1936年12月末 - 「遠人村舎」は閉鎖され、編纂室は西落合に新築された諸橋邸「茶室」へと移動する。

### 第三次工程
1937年 - 諸橋邸茶室にて、校正刷りの加筆補正作業が続けられる。大修館に渡された「最終原稿」には加筆訂正で紙面の余白が限界に達していた部分が多数あった。そのため組版所における原稿の棒組みでは余白を多めにとり、最終原稿では訂正しきれなかった部分は校正刷りに対して加筆補正作業を行った。
1937年7月 - 大修館書店の専用組版所にて、全「最終原稿」の棒組みが完了。
1941年 - この頃までに校正刷りは七・八校まで達した。

### 第四次工程
1941年10月 - 加筆補正された校正刷りにより追加された棒組みが、1937年当時の棒組みの4割に達する。親字・語彙への番号割り当ておよび最終校正作業を開始。
1943年9月10日 - 第1巻を刊行。予約申し込みは3万5千あったが、戦時のため資材不足であり、当局の特別な配慮により1万冊分の用紙の割り当てを受け、申込者を選別して配布を行った。
1945年2月25日 - 第2巻の印刷中、空襲により大修館本社もろとも印刷用の版はすべて失われる。

### 戦後の第一次工程
1946年11月 - 諸橋、右目の白内障が進行し、失明。左目は白内障手術失敗のため義眼が入っており、1955年の開眼手術成功まで、ほぼ盲目状態となる。
1950年 - 大修館の復興が順調に進んだため、改めて大漢和の出版契約を更新。鎌田正・米山寅太郎が中心となり、残された校正刷りを元に「満州国」などの地名を訂正し、当用漢字の字形を追加する作業を開始。

### 戦後の第二次工程
1951年 - 活字を彫る職人の不足などから従来形態での刊行は不可能と判断した鈴木は、写真植字機研究所（写研）の石井茂吉に写植原字の作成を依頼。石井は体調を理由に断るが、鈴木は1年以上かけてこれを口説き落とす。また、同時に鈴木は長男・敏夫、次男・啓介、三男・荘夫を会社に呼び戻し、それぞれ編集・印刷・経営などを習得させ、辞典の製作の一翼を担わせた。
1954年10月 - 写真植字による大漢和辞典第一巻の組版を開始。七校、八校まで至った原版が失われ、全て新規に組み直したため、校正作業も膨大なものとなった。

### 戦後の第三次工程
1955年11月 - 発案から30年を経て大漢和辞典第一巻刊行。
1957年 - 鈴木は菊池寛賞を受賞。
1960年 - 13巻が完結。ここで一応の完成を見る。写植文字を作成した石井茂吉が菊池寛賞を受賞。

### 修訂工程
1961年 - 修訂作業を開始。もともと1934年までの2年間で3分の1しかできなかった原稿を、1935年までの1年間で残りの部分を突貫作業で完成させたため、特に後半部分では出典などに関して孫引き・不明確な部分が多く、出版後の問い合わせが多かったこともあり、諸橋としても修訂の必要性を痛感していた。
1965年 - 秋に諸橋、文化勲章を受章。
1966年 - 大漢和辞典の縮写版の刊行を開始（-1968年）。縮写版では、親字の解説の修正の他に、3文字の親字の追加等がなされている。
1968年 - 鈴木一平、大修館の創業50周年を機に経営から勇退（12月）。
1971年 - 鈴木一平が逝去（8月）。
1974年 - 修訂作業を本格化させるため東洋学術研究所を設立。一平の長男・敏夫が大修館の社長に就任（1987年4月逝去）。
1978年 - この頃、大漢和辞典における語彙の不足を実感していた諸橋が、修訂版の跋文執筆の際に修訂版完成後の増補版の編集を、高弟の鎌田正・米山寅太郎の両名に遺嘱。
1982年 - 諸橋が逝去（12月）。
1984年 - ほぼ全ての語彙の出典を明らかにし、親字の解説も修正した修訂版（全13巻）の刊行を開始（-1986年）。
1985年 - 年末、修訂版最終巻の原稿が完成。25年にわたる修訂作業が一段落するも、なおそれ以降も簡単な修正作業は続けられる。
1989年 - 修訂版から若干の修正を行い、新たに語彙索引を加えた修訂第二版（全14巻）の刊行を開始（-1990年）。

### 増補工程
1995年 - 補巻の編集作業を開始。
2000年4月10日 - 「大漢和辞典補巻」を刊行。これにより全15巻となり、諸橋当初の構想の全体が完成した。

### 電子化
2018年11月28日 - 「大漢和辞典デジタル版」を刊行。大修館書店創業100周年記念として、修訂第二版および補巻の内容をUSBメモリに収録している。
2021年4月1日 - ジャパンナレッジの追加コンテンツとして、Web版「大漢和辞典」の提供が開始された。

## 大漢和辞典の親字数
大漢和辞典の親字番号（大漢和番号）は49,964番まであるが、本文中の各所でダッシュ付番号による親字の補入や、欠番による削除の形跡が見られる。また改版毎に画数の訂正等による順序の入れ替えも見られる。親字数の変遷は下表の通りである。補巻では追加された親字の番号が804番まである。これらを総計すると、修訂第二版では補巻を加え、親字は合計51,110文字あることになる。
| 大漢和辞典 | 発行年    | 欠番号  | ダッシュ付番号 | 2ダッシュ付番号 | 親字総数 | 備考                       |
| ---------- | --------- | ------- | -------------- | --------------- | -------- | -------------------------- |
| 初版       | 1955-1960 | 151番号 | 497番号        | 1番号           | 50,311   |                            |
| 縮写版     | 1966-1968 | 154番号 | 502番号        | 2番号           | 50,314   | 3字追加、3字移動           |
| 修訂版     | 1984-1986 | 171番号 | 510番号        | 2番号           | 50,305   | 11字削除、2字追加、9字移動 |
| 修訂二版   | 1989-1990 | 174番号 | 513番号        | 3番号           | 50,306   | 1字追加、16字移動          |

ただし修訂第二版においても、親字の中には同形・同音を持つ漢字が多数散見される。これらは異なる出典から採取された同じ漢字が、たまたま異なる部首に配されたためにそのまま気付かれずに重複して掲載された可能性がある。これまでに同形でかつ、同音・同義またはそれと疑わしい漢字は70組ほど確認されており、それらを考慮すると大漢和辞典の親字の数は、約51,000程度であると言える。

## JIS・UCS (Unicode) の漢字コードとの関係
大漢和辞典は日本の文字コードの策定にあたって、文字を同定するための参考図書として大きな影響を与えた。
1990年に制定されたJIS X 0212:1990および、2000年に制定されたJIS X 0213:2000年版のいずれにも、大漢和辞典の番号が参考情報として掲載されている。また、国際漢字符号標準化組織であるCJK-JRG（現在のISO/IEC JTC 1/SC 2/WG 2/IRG）が、1991年9月から12月にかけて日本・中国・台湾・韓国の漢字コードを整理して “Unified Repertoire and Ordering” (URO) を制定した際にも、文字の同定、および文字の並び順を決める際に、康熙字典と並んで大漢和辞典が利用された。その際、UROの20,902文字と大漢和辞典の番号との対応表が作成され、ISO/IEC 10646:1992の翻訳規格であるJIS X 0221:1995および2001の解説に掲載されている（2007年改正版では掲載は見送られた）。UROは、ISO/IEC 10646 (UCS) およびUnicodeの漢字コード表の基礎となった。
ISO/IEC 10646 (UCS) およびUnicodeでは、1998年から2017年にわたり拡張漢字A〜F(Extension-A to F)として63,000字以上が制定されている。大漢和辞典との公式な対応表は作成されていないが、実際には大漢和辞典収録文字のほとんどが戸籍統一文字に収録されているため、これを経てUCS/Unicodeへ符号化されている。拡張漢字Fまでに符号化されていないものは、独立行政法人情報処理推進機構の調査によれば25字、京都大学漢字情報研究センターの安岡孝一によればおよそ22字であり、これらをすべて追加提案する予定であるという。
大漢和辞典では一部の当用漢字において、1点之繞と2点之繞の違いしかない漢字や、3画の草冠と4画の草冠の違いしかない漢字などにも個別に親字を配している。一方で、UCS/Unicodeでは、これらの字形の違いは区別せず、さらに音義が異なっていても字形が類似した漢字は統合している場合がある。そのため、大漢和辞典の親字をUCSで符号化するにあたってはおよそ500組程度の大漢和辞典の親字が同一符号となるが、こうした字体の区別をプレーンテキスト上で可能にさせるために異体字セレクタで対応している。